# Partido Comunista do Quênia
O Partido Comunista do Quênia (em inglês:  Communist Party of Kenya, CPK) é um partido político queniano de extrema-esquerda baseado ideologicamente nos princípios do marxismo-leninismo.

## História
O partido foi estabelecido em 1992 como Partido Social Democrata (PSD) por Johnstone Makau. O partido não nomeou um candidato presidencial nas eleições gerais de dezembro de 1992 e recebeu apenas 177 votos nas eleições para a Assembleia Nacional.
Charity Ngilu juntou-se ao partido antes das eleições de 1997, e foi selecionada como candidata presidencial do partido. Ela terminou em quinto lugar em um campo de 15 candidatos com 7,9% dos votos. O partido também conquistou 15 assentos na Assembleia Nacional. Ngilu deixou o partido após as eleições, e em 2001 foi sucedida como presidente do partido por James Orengo. Ele foi o candidato presidencial do partido nas eleições de 2002, mas recebeu apenas 0,4% dos votos; o partido também perdeu todos os 15 assentos na Assembleia Nacional. Sua parcela de votos foi reduzida para 0,4% nas eleições gerais de 2007, nas quais apresentou 24 candidatos. Também não conseguiu assentos nas eleições de 2013, recebendo apenas 0,15% dos votos com sete candidatos. Em 2019, o partido mudou para seu nome atual.
Em fevereiro de 2022, o partido ganhou fama na Internet depois que um vídeo de campanha se tornou viral.
Mwandawiro Mghanga foi o presidente do partido até uma divisão interna em 2022

## Histórico eleitoral

### Eleições presidenciais
| Eleição         | Candidato do partido | Votos          | %              | Resultado      |
| --------------- | -------------------- | -------------- | -------------- | -------------- |
| 1992            | Não participou       | Não participou | Não participou | Não participou |
| 1997            | Charity Ngilu        | 488 600        | 7,89%          | Perdeu         |
| 2002            | James Orengo         | 24 524         | 0,4%           | Perdeu         |
| 2007            | Não participou       | Não participou | Não participou | Não participou |
| 2013            | Não participou       | Não participou | Não participou | Não participou |
| Agosto de 2017  | Não participou       | Não participou | Não participou | Não participou |
| Outubro de 2017 | Não participou       | Não participou | Não participou | Não participou |

### Eleições para a Assembleia Nacional
| Eleição | Votas             | Votas          | %              | Assentos | +/–     | Posição |
| ------- | ----------------- | -------------- | -------------- | -------- | ------- | ------- |
| 1992    | 177               | 177            | 0,0%           | 0 / 188  |         | 9.º     |
| 1997    |                   |                |                | 15 / 188 | 15      | 5.º     |
| 2002    |                   |                |                | 0 / 210  | 15      |         |
| 2007    | 39 871            | 39 871         | 0,41%          | 0 / 210  | Estável | 22.º    |
| 2013    | Círculo eleitoral | 18 284         | 0,15           | 0 / 349  | Estável | 39.º    |
| 2013    | Condado           | 7 684          | 0,06           | 0 / 349  | Estável | 39.º    |
| 2017    | Não participou    | Não participou | Não participou | 0 / 340  | Estável | N/A     |

### Eleições para o Senado
| Eleição | Votos          | %              | Assentos | +/–     | Posição |
| ------- | -------------- | -------------- | -------- | ------- | ------- |
| 2013    | 24 650         | 0,20%          | 0 / 67   |         | 25.º    |
| 2017    | Não participou | Não participou | 0 / 67   | Estável | N/A     |